# الجدل حول إعصار دوريان-ألاباما
نشأ الجدل حول إعصار دوريان - ألاباما، الذي يشار إليه أيضًا باسم شاربي غيت من تعليق أدلى به الرئيس دونالد ترامب في 1 سبتمبر 2019، مع اقتراب إعصار دوريان من البر الرئيسي للولايات المتحدة. ذكر الدول التي من المحتمل أن تتأثر بالإعصار، فقد شمل بشكل غير صحيح ولاية ألاباما، التي كان معروفًا في ذلك الوقت أنها لم تكن تحت تهديد الإعصار. بعد أن اتصل العديد من سكان ألاباما بمكتب الأرصاد الجوية المحلي للسؤال عن ذلك، أصدر المكتب تأكيدًا على أنه ليس من المتوقع ضرب الإعصار لولاية ألاباما.
خلال الأسبوع التالي، أصر ترامب مرارًا وتكرارًا على أن تعليقه كان صحيحًا. في 4 سبتمبر، أظهر للصحفيين خريطة الطقس المعدلة باستخدام علامة شاربي لإظهار مسار الإعصار الذي يهدد ولاية ألاباما. وبحسب ما ورد، أمر مساعديه بالحصول على تراجع رسمي عن تعليق مكتب الأرصاد بأن الإعصار لم يكن متجهًا نحو ألاباما. في 6 سبتمبر، نشرت الإدارة الوطنية للمحيطات والغلاف الجوي (إن أوه أيه أيه) بيانًا غير موقع من أجل دعم ادعاء ترامب الأولي، قائلة إن نماذج إن إتش سي قد أظهرت أن رياح العاصفة الاستوائية من إعصار دوريان يمكن أن تؤثر على ألاباما.
قامت وكالات متعددة بالتحقيق في احتمال ممارسة تأثير سياسي على الإدارة الوطنية للمحيطات والغلاف الجوي (إن أوه أيه أيه) وفي يونيو ويوليو 2020 جرى الانتهاء من تقريرين. وجد تقرير صدر في 15 يونيو أن كلًا من نيل جاكوبس، القائم بأعمال مدير إن أوه أيه أيه، وجولي كاي روبرتس، نائبة رئيس الأركان ومديرة الاتصالات السابقة للإدارة الوطنية للمحيطات والغلاف الجوي (إن أوه أيه أيه)، انتهكا مرتين قوانين سياسة النزاهة العلمية للوكالة وسط مشاركتهم في بيان إن أوه أيه أيه. في 9 يوليو، أصدر المفتش العام لوزارة التجارة تقريرًا يؤكد أن مسؤولي التجارة استجابوا لأوامر البيت الأبيض التي نتجت عن البيان الصادر عن الإدارة الوطنية للمحيطات والغلاف الجوي (إن أوه أيه أيه). التحقيق الثالث الذي تجريه لجنة من مجلس النواب الأمريكي لم يصدر بعد.

## التعليق الأصلي
في تغريدة حول اقتراب الإعصار في 1 سبتمبر 2019، قال ترامب إن كارولينا الجنوبية وكارولينا الشمالية وجورجيا وألاباما ستضرب على الأرجح (كثيرًا) بشكل أقوى مما كان متوقعًا. بحلول ذلك التاريخ، لم يكن أي متنبئ بالطقس قد تنبأ بأن دوريان سوف يؤثر على ألاباما، وتوقع ثمانية من المركز الوطني للأعاصير التحديثات على مدار الأربع وعشرين ساعة السابقة أن دوريان يتجه بعيدًا عن ألاباما ويتحرك أعلى ساحل المحيط الأطلسي. كان ترامب، الذي ألغى (في 29 أغسطس) رحلته إلى بولندا من أجل مراقبة الإعصار، يعتمد على ما يبدو على معلومات كانت موجودة منذ عدة أيام. بعد حوالي 20 دقيقة من تغريدة ترامب، أصدر مكتب برمنغهام بولاية ألاباما التابع لدائرة الأرصاد الجوية الوطنية (إن دبليو إس) تغريدة يبدو أنها تتعارض مع ترامب، قائلًا إن ألاباما لن ترى أي تأثيرات من دوريان. في 9 سبتمبر، قال لويس أوشيليني مدير إن دبليو إس إن مكتب برمنغهام لم يستجب لتغريدة ترامب، بل على سيل من المكالمات الهاتفية وجهات الاتصال على وسائل التواصل الاجتماعي التي تلقاها مكتبهم، متسائلًا عما إذا كان الإعصار سيضرب ألاباما. وقال في وقت لاحق فقط، عندما بدأت التغريدات والتعليقات ذات الطابع السياسي تصل إلى مكاتبهم، عرفوا مصادر هذه المعلومات. وأضاف أن مكتب برمنغهام فعل ما سيفعله أي مكتب لحماية الجمهور، الوقوف في وجه المعلومات الخاطئة من أجل وقف الذعر العام وضمان السلامة العامة.
في وقت لاحق في 1 سبتمبر، أخبر ترامب المراسلين أن الإعصار كان يهدد ولاية ألاباما بالفعل. خلال الأيام التالية، عندما تحرك الإعصار عبر الساحل ولم تشعر ولاية ألاباما بأي آثار منه، أصر ترامب مرارًا وتكرارًا على أنه كان محقًا بشأن الإعصار الذي يهدد الولاية. في 2 سبتمبر، انتقد المراسل الذي تحقق من صحة تعليقه، قائلًا إنه كان على صواب وأن عملية التحقق من الحقائق كانت زائفة.

## الخريطة المعدلة
في 4 سبتمبر في المكتب البيضاوي، عرض ترامب الرسم التخطيطي للمركز الوطني للأعاصير في 29 أغسطس لمسار دوريان المتوقع. يحتوي الرسم التخطيطي على خط يبدو أنه مصنوع بعلامة سوداء ما أدى إلى توسيع مخروط عدم اليقين بشأن المسار المحتمل للإعصار إلى جنوب ألاباما. قال ترامب إنه لا يعرف كيف عُدلت الخريطة. نتج عن حادثة الخريطة انتشار وسم شارب غيت على تويتر، إذ نشر الأشخاص نسخًا مخترعة من صور أخرى معدلة بواسطة علامة. وذكر أن لديه خريطة أفضل مع النماذج التي أظهرت في جميع الحالات تأثر ألاباما. في وقت لاحق من نفس اليوم، غرد ترامب على خريطة لمنطقة جنوب فلوريدا لإدارة المياه بتاريخ 29 أغسطس، قبل أربعة أيام من تغريدته في 1 سبتمبر، والتي تظهر العديد من المسارات المتوقعة لدوريان. أكد ترامب بشكل غير صحيح أن جميع النماذج تقريبًا أظهرت أن دوريان سوف يضرب ألاباما، على الرغم من أن الخريطة أظهرت أن معظم المسارات المتوقعة لن تدخل ألاباما. ذكرت ملاحظة على الخريطة أن منشورات المركز الوطني للأعاصير قد حلت محلها وأنه يجب تجاهلها إذا كان هناك أي تناقضات. وقال ترامب أيضًا إن إحاطاته تضمنت فرصة 95% أن تضرب العاصفة ألاباما وأن ألاباما تعرضت لضربة شديدة - وسوف تتضرر بشدة.
ذكرت صحيفة واشنطن بوست أن الإدارة الوطنية للمحيطات والغلاف الجوي (إن أوه أيه أيه) أمرت موظفي خدمة الأرصاد الجوية الوطنية مرتين بعدم إبداء أي رأي بشأن إعصار دوريان والالتزام فقط بالتنبؤات الرسمية للمركز الوطني للأعاصير. جاء الطلب الأول بعد تعليقات ترامب في 1 سبتمبر وتناقض خدمة الأرصاد الجوية الوطنية في برمنغهام بولاية ألاباما مع ترامب. وجاء الطلب الثاني في 4 سبتمبر، بعد أن عرض ترامب الخريطة المعدلة.
بعد طلب قانون حرية المعلومات من باز فييد نيوز، أصدر البيت الأبيض أكثر من 1000 رسالة بريد إلكتروني داخلية من إن أوه أيه أيه في 31 يناير 2020. وفي رسالة بريد إلكتروني داخلية من إن أوه أيه أيه، أكد الموظف كوري بيبر لمدير الشؤون العامة في إن دبليو إس سوزان بوكانان في 4 سبتمبر أن الخريطة قد تم التلاعب بها، بعد أن تلقت الأخيرة استفسارًا من إن بي سي. كتب الدكتور نيل جاكوبس، مساعد وزير التجارة للرصد والتنبؤ البيئي، في رسالة بريد إلكتروني إلى عالم آخر من الإدارة الوطنية للمحيطات والغلاف الجوي (إن أوه أيه أيه)، ليس لديك أي فكرة عن مدى صعوبة كفاحي لإبقاء السياسة خارج العلم. ردًا على استفسار من أيه بي سي نيوز حول الجدل، كتب بريد إلكتروني داخلي من إن أوه أيه أيه ببساطة: النجدة !!! رد كبير العلماء بالنيابة في إن أوه أيه أيه كريج ماكلين على بيان إن أوه أيه أيه غير الموقع في رسالة بريد إلكتروني إلى مسؤولي إن أوه أيه أيه الآخرين؛ وأضاف ماكلين: أكثر ما يقلقني هو أن هذه الإدارة تقوض ثقة الجمهور في الإدارة الوطنية للمحيطات والغلاف الجوي (إن أوه أيه أيه) من أجل التعافي السياسي الواضح من لحظة سيئة التوقيت وغير دقيقة من الرئيس.